# Eastern League
L'Eastern League è una lega minore del baseball americano (livello: AA), che opera principalmente nel nord-est degli Stati Uniti, nonostante una formazione provenga dall'Ohio. 
L'associazione nasce dalle ceneri della New York-Pennsylvania League. Nel 1936 la prima formazione fuori dai due stati originari fu creata quando la squadra di York si spostò a Trenton (New Jersey).  Quando nel 1938 la formazione di Scranton si trasferì ad Hartford la lega assunse il nome attuale.
Dal 1923 ci sono state squadre nella NYPL e nella EL da 51 diverse città e 12 stati più due province canadesi. Dal 1994 le squadre passarono da 8 a 10, per poi allargarsi a 12 a partire dal 1999, divise in Eastern e Western Division. La stagione regolare va da aprile a settembre, le prime due di ogni division si scontrano per i playoff.
La squadra detentrice a fine stagione 2016 è gli Akron RubberDucks affiliata ai Cleveland Indians.

## Squadre di tutti i tempi
- Akron Aeros
- Albany A's
- Albany-Colonie A's
- Albany-Colonie Yankees
- Albany Senators
- Allentown Cardinals
- Allentown Chiefs
- Allentown Red Sox
- Altoona Curve
- Berkshire Brewers
- Binghamton Mets
- Binghamton Triplets
- Bowie Baysox
- Bristol Red Sox
- Buffalo Bisons
- Canton-Akron Indians
- Charleston Indians
- Connecticut Defenders
- Elmira Pioneers
- Elmira Royals
- Erie SeaWolves
- Glens Falls Tigers
- Glens Falls White Sox
- Hagerstown Suns
- Hardware City Rock Cats
- Harrisburg Senators
- Hartford Bees
- Hartford Chiefs
- Hartford Laurels
- Hartford Yard Goats
- Hazleton Red Sox
- Holyoke Millers
- Jersey City A's
- Jersey City Indians
- Johnstown Johnnies
- Johnstown Red Sox
- Lancaster Red Roses
- London Tigers
- Lynn Sailors
- Manchester Yankees
- Nashua Angels
- Nashua Pirates
- New Britain Red Sox
- New Britain Rock Cats
- New Hampshire Fisher Cats
- New Haven Ravens
- Norwich Navigators
- Pawtucket Indians
- Pawtucket Red Sox
- Pittsfield Rangers
- Pittsfield Red Sox
- Pittsfield Senators
- Pittsfield Cubs
- Portland Sea Dogs
- Quebec Carnavals
- Quebec Metros
- Reading Indians
- Reading Phillies/Fightin Phils
- Reading Red Sox
- Richmond Flying Squirrels
- Schenectady Blue Jays
- Scranton Miners
- Scranton Red Sox
- Sherbrooke Pirates
- Springfield Giants
- Springfield Nationals
- Springfield Rifles
- Syracuse Chiefs
- Thetford Mines Miners
- Trenton Senators
- Trenton Thunder
- Trois-Rivières Aigles
- Utica Blue Sox
- Utica Braves
- Vermont Mariners
- Vermont Reds
- Waterbury Angels
- Waterbury A's
- Waterbury Dodgers
- Waterbury Giants
- Waterbury Indians
- Waterbury Pirates
- Waterbury Reds
- West Haven A's
- West Haven Whitecaps
- West Haven Yankees
- Wilkes-Barre Barons
- Wilkes-Barre Indians
- Williamsport A's
- Williamsport Bills
- Williamsport Grays
- Williamsport Mets
- Williamsport Tigers
- Williamsport Tomahawks
- York Pirates
- York White Roses